# عبدال عثمان
عبدال عثمان (بالإنجليزية: Abdul Osman)‏ (27 فبراير 1987 بأكرا في غانا - ) هو لاعب كرة قدم غاني في مركز الوسط. لعب مع نادي بارتيك ثيسل ونادي كرو ألكساندرا ونادي نورثامبتون تاون وميدنهد يونايتد ‏ وPAE Kerkyra ‏ وGretna F.C. ‏.

## وصلات خارجية
- عبدال عثمان على موقع قاعدة بيانات كرة القدم.إي يو (الإنجليزية)
- عبدال عثمان على موقع Soccerbase.com (لاعب) (الإنجليزية)
- عبدال عثمان على موقع Soccerway.com (الإنجليزية)